# Carposina euphanes
Carposina euphanes is een vlinder uit de familie van de Carposinidae. De wetenschappelijke naam van de soort is voor het eerst geldig gepubliceerd in 1956 door Bradley.